# Peste de San Cristóbal de La Laguna (1582)

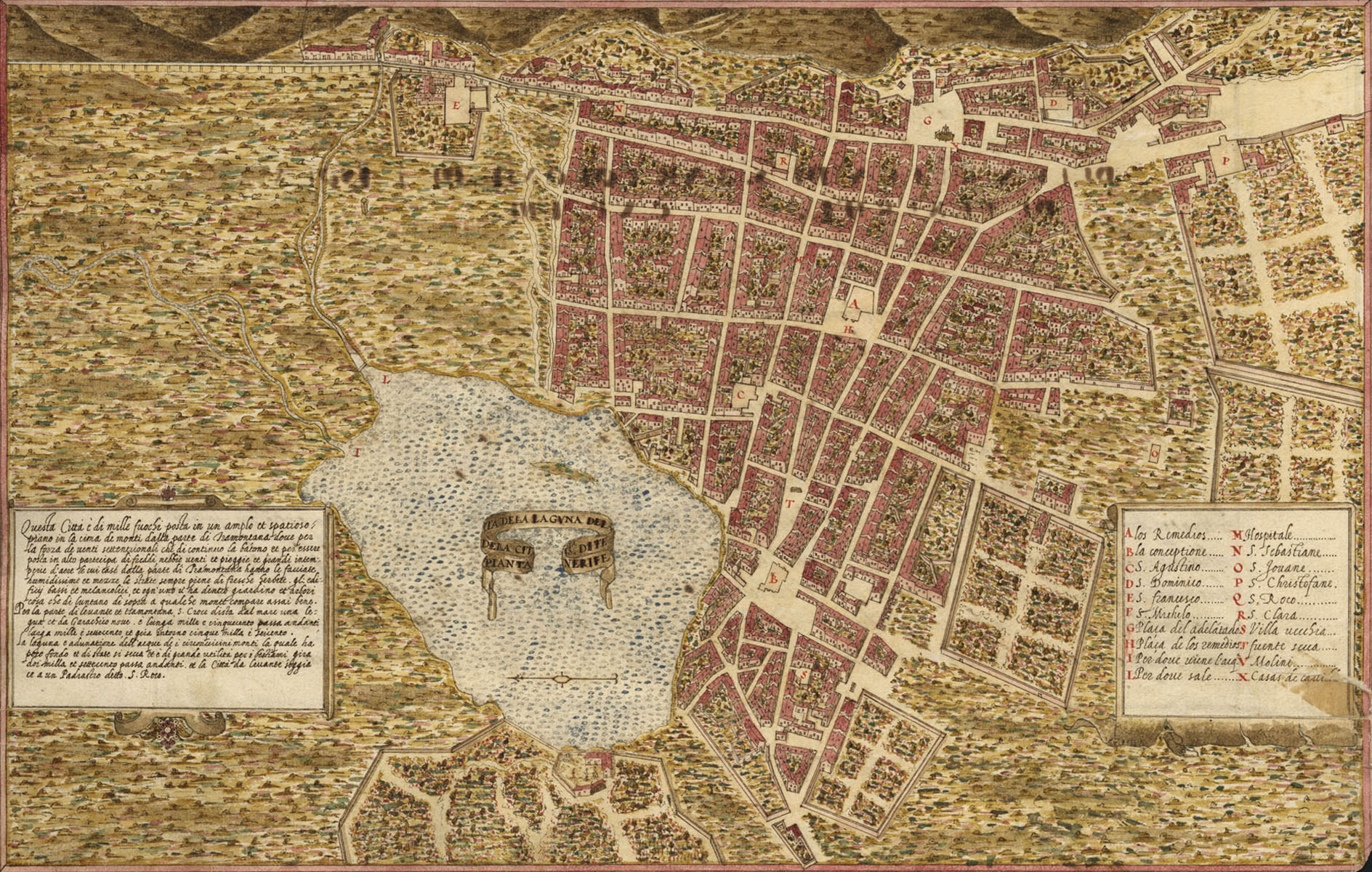
Plano de La Laguna levantado por el ingeniero Leonardo Torriani en 1588, apenas seis años después del surgimiento de la epidemia.

La Peste de San Cristóbal de La Laguna de 1582 fue un brote de peste bubónica que se produjo entre 1582 y 1583 en la isla de Tenerife, España. En la actualidad se cree que causó entre 5 000 y 9 000 fallecidos en una isla de menos de 20 000 habitantes en ese momento (entre el 25-45% de la población de la isla aproximadamente). Esta epidemia también es conocida como la Peste de Landres.

## Contexto
Se trató de uno de varios nuevos brotes de peste negra que se produjeron en diferentes lugares tras la gran epidemia que afectó a Europa a mediados del siglo XIV, en época medieval.
Fue la primera gran epidemia sufrida por las islas Canarias tras su conquista en el siglo XV. Las bacterias causantes de la enfermedad llegaron a la isla transportadas en unos estandartes y tapices infectados, traídos por el gobernador de Tenerife, Lázaro Moreno de León desde Flandes para la parroquia de Nuestra Señora de Los Remedios (la actual catedral de San Cristóbal de La Laguna) con motivo de la celebración del Corpus Christi de 1582.

## Desarrollo de la enfermedad

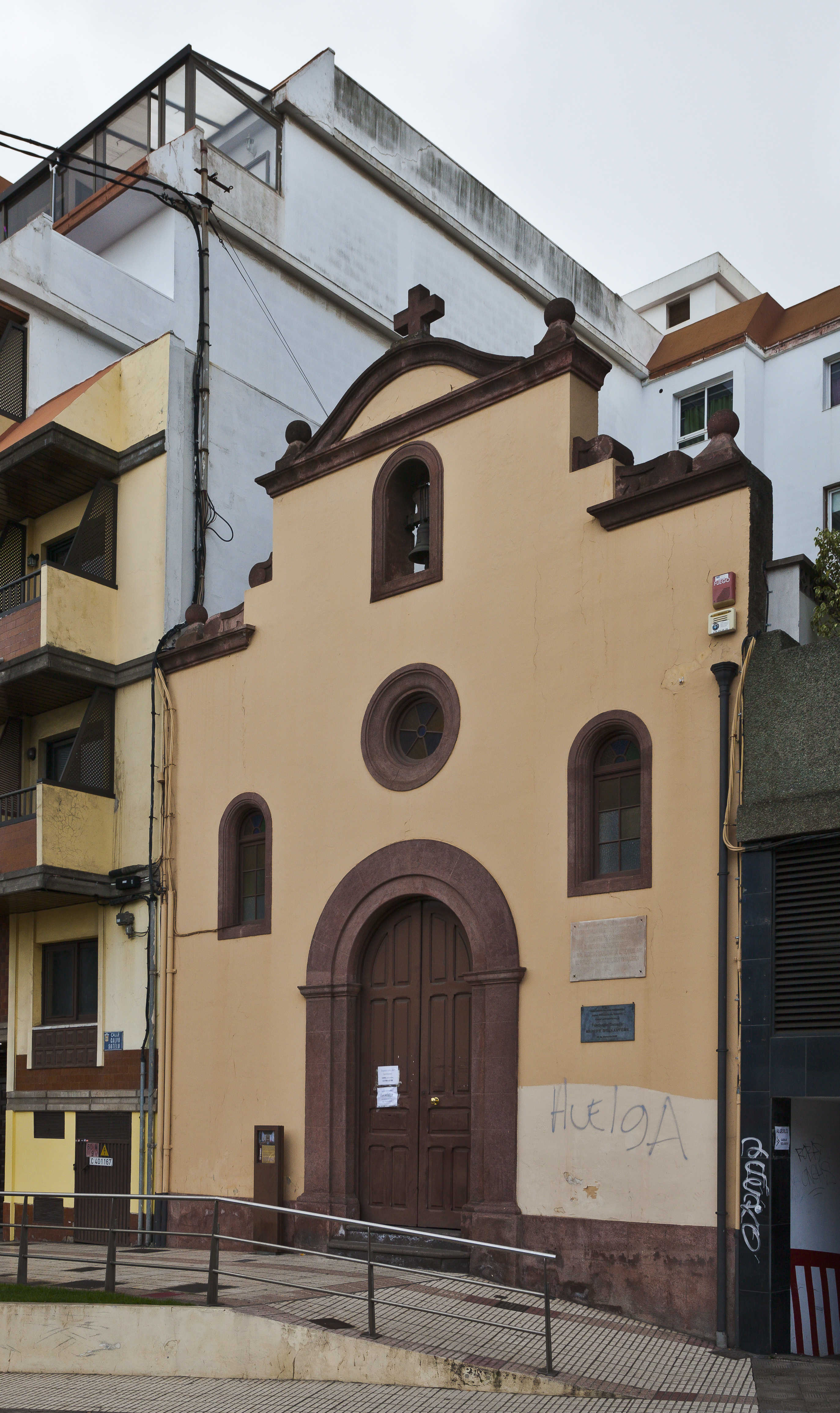
Ermita de san Cristóbal, santo patrón de la ciudad. En sus alrededores se hallaba uno de los hospicios para atender a los apestados.

Tradicionalmente se ha creído que la peste llegó a través del puerto de Santa Cruz de Tenerife en mayo de 1582. Pero no se descarta que hubiera llegado poco antes del mes de mayo, pues recientes investigaciones han podido rastrear la pista del primer contagiado documentado, Manuel de León, el cual otorgó testamento el 23 de abril de ese año en el Hospital de Dolores de San Cristóbal de La Laguna. En dicho testamento se hace mención a las bubas, tan características de esta enfermedad.
Según las crónicas, las primeras muertes a gran escala se produjeron el mismo día del Corpus Christi, tras la finalización de la procesión religiosa. Ese primer día ya se contabilizaron varios miles de fallecidos, pues la enfermedad fue especialmente virulenta y agresiva.
Las autoridades ordenaron el enterramiento de los cadáveres en zonas aledañas a las iglesias para evitar el contagio. Muchos de estos enterramientos se realizaron en el solar en el que posteriormente se construyó la parroquia de San Juan Bautista, entonces situada a las afueras de la urbe. Precisamente san Juan Bautista sería considerado en la ciudad el protector contra la peste, debido a que hubo que esperar hasta el año siguiente para que no se registrara ninguna defunción por esta causa. Ese día fue el 24 de junio, festividad de este santo.
Se habilitaron hospitales en diferentes puntos de la ciudadː el hospital de san Sebastián (en torno a la actual plaza del Cristo de La Laguna), las casas de Negrón (cerca de la citada ermita de san Juan) y en los alrededores de la ermita de san Cristóbal, santo patrón de la ciudad. Se llegaron a contabilizar en estos hospicios hasta 450 enfermos, tal como sucedió en febrero de 1583. Las diferentes medidas que se tomaron consistían desde la quema de las ropas de los afectados, hasta procesiones y rogativas y la traída de la imagen de la virgen de Candelaria a La Laguna.
A pesar de suponer un notable retroceso demográfico para la ciudad, La Laguna continuó siendo el principal núcleo urbano del archipiélago, pues a la larga se elevó la tasa de natalidad y se produjo un gran flujo inmigratorio hacia la isla de Tenerife. La epidemia también afectó a las localidades vecinas de valle de Tabares, Tegueste, Tejina, Punta del Hidalgo y Tacoronte, aunque con menos virulencia que en San Cristóbal de La Laguna.
Para septiembre de 1583, la peste estaba prácticamente erradicada y se hicieron por tal motivo festejos civiles y religiosos en la ciudad. Por esas fechas, los dominicos de La Laguna se dirigieron al rey Felipe II para pedir limosnas y recursos, pues la epidemia había diezmado los conventos. Esto se debió, por un lado, a que muchos frailes fueron contagiados por contacto con los enfermos que atendían, y, por otro, a que muchos recursos conventuales se utilizaron también para atender a los convalecientes.

## Brotes sucesivos
Más tarde, en 1602 hubo un nuevo brote de peste bubónica en la isla. Ésta comenzó a propagarse en la villa de Garachico, importante puerto comercial de la isla, cobrándose numerosos fallecidos y extendiéndose posteriormente a las islas de Gran Canaria, Fuerteventura y Lanzarote.